# Замок Крёлли
Крёлли (фр. Château de Creully) — замок в муниципалитете Крёлли, департаменте Кальвадос на северо-западе Франции. Расположен на правому крутом берегу реки Сель. Сооружен в XI—XII столетиях.
Первое упоминание о нём относится к 1032 году. К 1060 году в замке был построен каменный большой зал и донжон. С конца XI замок принадлежал Роберту Фиц-Хэмону. После его смерти в 1107 перешёл к Роберту Канскому, графу Глостеру.
В 1357 году замок был захвачен Филиппом Наваррским, постройки замка значительно пострадали. Во время Столетней войны неоднократно переходил из рук в рук. До 1687 года принадлежал потомкам рода Крёлли, но был продан министру Людовика XIV, Жану-Батисту Кольберу. Во времена революции в 1789 году его конфисковали и продали.
В 1946 году перешёл во владения коммуны Крёлли.
Замок является историческим памятником с 2004 года, он открыт для посетителей.